# Paul Janet (filosof)
Paul Janet, född 30 april 1823, död 4 oktober 1899, var en fransk filosof. Han var farbror till Pierre Janet.
Janet var professor i Strasbourg och från 1864 vid Sorbonne i Paris. Han företrädde en spiritualistiskt färgad, tämligen eklektisk åskådning med rötter hos Victor Cousin och Maine de Biran. Janet vände sig polemiskt mot Ludwig Büchners materialism i Le matérialisme contemporain en Allemagne (1864) och mot den biologiska mekanismen, och omfattade en växelverkanslära för förhållandet mellan kropp och själ samt erkände verksamheten av ändamålsorsaker i tillvaron. Sin mästare Victor Cousin försvarade han i arbetet Cousin et son oeuvre (1885). Bland Janets övriga skrifter märks Histoire de la philosophie morale et politique (1858), La morale (1874), Les causes finales (1877) och hans filosofiska huvudarbete, Principes de métaphysique et de psychologie (2 band, 1897).